# Death Penalty Focus
Fundada en 1988, Death Penalty Focus (DPF por sus siglas en inglés) es una organización estadounidense sin fines de lucro dedicada a la abolición de la pena de muerte a través de la organización de base, la investigación y la difusión de información sobre la pena de muerte y sus alternativas.
Con más de 100 000 miembros y adherentes en todo el país, Death Penalty Focus está dirigida por una junta directiva voluntaria compuesta por líderes políticos, religiosos y civiles de renombre, junto con eruditos legales y abogados involucrados en litigación sobre la pena de muerte. El presidente de Death Penalty Focus es el actor y activista Mike Farrell. Además, DPF cuenta con un Consejo Asesor compuesto por líderes comunitarios y religiosos, celebridades, escritores y representantes de organizaciones laborales y de derechos humanos que apoyan el trabajo contra la pena de muerte. DPF realiza investigaciones a nombre de abogados, educadores y el público en general, y patrocina una variedad de campañas de educación pública y medios. DPF también sirve como una red de apoyo para sus diez capítulos (o sectoriales) en todo el Estado de California y como enlace entre los grupos contra la pena de muerte de todo el país. 

## Actividad
En 1999, DPF fue una de las organizaciones de derechos humanos que aportaron a la Opinión Consultiva OC-16/99 de la Corte IDH sobre "El derecho a la información sobre la asistencia consular en el marco de las garantías del debido proceso legal" al presentar un amicus curiae y participando de la audiencia pública respectiva.
Así mismo, DPF lideró la organización de las protestas en oposición a la ejecución de Stanley Tookie Williams y fue descrita como "la voz más fuerte en el movimiento de abolición de California" por la San Francisco Magazine. Desde 2017, la organización posee estatus consultivo especial ante el Consejo Económico y Social de las Naciones Unidas.

## Misión
DPF considera que la pena de muerte es una respuesta ineficaz y brutalmente simplista al grave y complejo problema de los delitos violentos. Al desviar la atención y los recursos financieros de las medidas preventivas que en realidad aumentarían la seguridad personal, la pena de muerte provoca más violencia en la sociedad. DPF está convencida de que cuando el público esté informado sobre el racismo inherente, la injusticia y el verdadero costo humano y financiero asociado con la pena de muerte, Estados Unidos se unirá a la creciente comunidad de naciones que han abolido la pena capital.